# 大泉村 (東京府)
大泉村（おおいずみむら）は、かつて東京府北豊島郡に存在した村。1891年（明治24年）に編成され、1932年（昭和7年）に東京市に編入されるまで存続した。現在の東京都練馬区北西部、大泉地区と呼ばれる地域にあたる。
「大泉」の地名は村発足時に新たに生まれたもので、村内を流れる小井戸川（現在の白子川）と、その源流の泉（井頭池）とにちなみ、当初は「小泉（おいずみ）村」として提案されたものが転じたものである。

## 地理
2014年現在の地名では、東京都練馬区大泉学園町、東大泉、西大泉、西大泉町、南大泉、大泉町のいわゆる大泉地区一帯にあたる。
大泉村には小榑（こぐれ）、橋戸（はしど）、上土支田（かみどしだ）の3つの大字があった。いずれも、明治初年以前の旧村の名に由来する。小榑が西部から北部にかけて、橋戸が東部、上土支田が南部に位置する。村役場は大字小榑に置かれた。

## 歴史

### 前史
武蔵国の新座郡・豊島郡にまたがっており、江戸時代には新座郡側（西北側）に小榑村・橋戸村・新倉村、豊島郡側（東南側）に土支田村の諸村があった。
下記の略年表に見られるとおり、明治維新以降の地方制度改革の変遷により、自然村（集落）を編成する行政村は複雑な離合集散を経ている。明治初年の区分においてのちの大泉村に含まれることになるのは、埼玉県新座郡の小榑村・橋戸村・上新倉村（一部）、東京府北豊島郡の上土支田村の合計4か村にあたる。1889年（明治22年）4月の 町村制施行によって、新座郡側には榑橋村（くれはしむら、小榑村・橋戸村が合併）・新倉村（上新倉村が改称）が生まれ、北豊島郡側では上土支田村が石神井村の一部となった。

### 越境合併と「大泉村」の命名
学制発布以降、日本全国に小学校が設立されたが、当時の村にとって小学校運営の財政負担は重かった。当地においては、榑橋村の本照寺（現：西大泉3丁目）に榑橋小学校が、石神井村大字上土支田の妙延寺（現：練馬区東大泉3丁目）に豊西小学校が開設されていたが、両者の距離は1kmも離れておらず、学校の統合による経費削減のために村の再編成が図られることとなった。陳情の結果、榑橋村（全域）・新倉村西南部（長沼、久保原および長久保）が埼玉県から東京府に編入し（越境合併）、石神井村から分離した上土支田とともに、新たな村が作られることとなった。
しかし新たな村の命名は紛糾し、豊西小学校校長である関根雅楽蔵が「小泉村」（おいずみむら）を提案した。井頭池（いがしらいけ、現：大泉井頭公園）を水源とした小井戸川（現：白子川）を挟んで広がる新たな村が、湧き水のごとく絶えることなく発展するようにと願い、小井戸川の「小」と、井頭池の「泉」から命名したものである。また「小」は、最大の旧村であり新村の中心となった小榑村から来ているともされる。「小泉（おいずみ）」が「大泉（おおいずみ）」になった理由としては、東京府の役人から「小泉」では「こいずみ」とも読めるとして却下されたためとも、より大きな発展を願ったためともされる。
地内には白子川の支流・大泉堀（だいぜんぼり／だいせんぼり、現在は暗渠化され「したみち通り」が通る）が流れるが、大泉村の名の由来とはされていない。大泉堀は、上流にあった「大泉坊ヶ池」（だいせんぼうがいけ、現：西東京市北町）を名の由来とする。大泉堀に架かっていた「小泉橋」はかつて「小泉村」が提唱された名残りであるとされ、現在も交差点の名称に名を残している。

### 発足から消滅まで
1891年（明治24年）6月15日、東京府北豊島郡所属の大泉村が発足した。1892年（明治25年）6月1日、村の再編のきっかけとなった2つの小学校は廃止され、新たに村の中央に泉小学校（初代校長：関根雅楽蔵）が新設された。現在の練馬区立大泉小学校であり、小学校の所在地は創立当時から変わっていない。
関東大震災後の1924年（大正13年）、郊外住宅地への需要に応えるべく、箱根土地会社（堤康次郎）が大泉村北部に大規模な学園都市の開発を図った。箱根土地会社によって碁盤目状に土地が整備され、村内を通過していた武蔵野鉄道（現：西武鉄道池袋線）に東大泉駅（のちの大泉学園駅）が寄贈されている。当初目指していた高等教育機関の誘致には失敗するものの、学園都市計画は大泉学園町に名を残している。
1932年（昭和7年）10月1日、東京市が隣接5郡を編入した際に大泉村もその対象となった。旧大泉村は板橋区の北大泉町・東大泉町・西大泉町・南大泉町・大泉学園町となった。

### 略年表
- 1891年（明治24年）6月15日 - 東京府北豊島郡石神井村の一部（大字上土支田）、埼玉県新座郡榑橋村および新倉村の一部（字長沼・字久保原・字長久保）が合併し、東京府北豊島郡大泉村となる。
上土支田・小榑・橋戸の3つを大字とした。
- 1911年（明治44年） - 村役場が、本照寺から大字小榑字中島1234番地へ移転[1]
- 1922年（大正11年） - 村役場建立。
- 1924年（大正13年）10月10日 - 箱根土地主催の大泉学園都市林間舞踏大会が開催。澤村宗十郎、水谷八重子が出演。
- 1932年（昭和7年）10月1日 -東京市に編入。同日大泉村廃止。

旧村域は新設された板橋区の一部となり、以下の5町に分割された。
- 北大泉町（旧：橋戸村、現：大泉町）
- 東大泉町（旧：石神井村大字上土支田、現：東大泉）
- 西大泉町（旧：小榑村の一部、現：西大泉と西大泉町）
- 南大泉町（旧：小榑村の一部、現：南大泉）
- 大泉学園町（旧：小榑村の一部、新倉村の一部、現：大泉学園町）

## 行政
- 大泉村役場（小榑、現：大泉学園町二丁目）

当初は本照寺に隣接する村長宅で事務が執り行われ、1911年（明治44年）に移転し、1922年（大正11年）に木造2階建の村役場が建設された。村役場の建設に際しては「大泉村役場建築記念碑」が建立され、現存している（練馬区の文化財に指定されている）。村の廃止後、建物は信用組合や福祉事務所、土木課詰所として利用されたが、1979年（昭和54年）に老朽化のため取り壊された。跡地は大泉中島公園となっている。

## 寺院・神社
- 諏訪神社
- 北野神社
- 氷川神社
- 妙福寺
- 本照寺
- 教学院
- 妙延寺

## 消防
大泉村消防組を6箇所に設置する。
- 第一部 - 上土支田
- 第二部 - 上小榑
- 第三部 - 中小榑
- 第四部 - 下小榑
- 第五部 - 橋戸
- 第六部 - 字中里長久保その他

## 教育
1932年時点で以下の学校があった。
- 大泉農商公民学校
- 大泉村青年訓練所
- 大泉専修女学校
- 大泉尋常高等小学校（現：練馬区立大泉小学校）
  - 橋戸分教場（現：練馬区立大泉第一小学校）
  - 第二分教場（現：練馬区立大泉第二小学校）
  - 第三分教場（現：練馬区立大泉第三小学校）

## 交通

### 鉄道
- 武蔵野鉄道（現・西武池袋線）
  - 東大泉駅（現・大泉学園駅）

### 乗合自動車
- 箱根土地株式会社（現・西武バス）
  - 東大泉-針金工場前-北切通-学園都市入口-大泉学園-大泉公園入口
- 石神井自動車（池袋乗合自動車→中仙道乗合自動車→東都乗合自動車→国際興業バス）
  - 石神井駅前-下屋敷-精進場-三丁目-学校前-牛房新宅-八丁原-辻庚申-帖元-成増駅

### 道路
- 清戸道
- 所沢道

## 名所・旧跡
- 力持ち惣兵衛の馬頭観音

## 人物
- 牧野富太郎

1926年（大正15年）に大泉村に居を構えた。現在の東大泉6丁目には牧野の業績を記念する牧野記念庭園がある。

## 関連書籍
- 東京市臨時市域擴張部 『北豊島郡大泉村現状調査』 1931年